# Liste des investisseurs de Bernard L. Madoff Investment Securities
Les investisseurs qui ont confié leur argent ou l'argent d'autrui à la société véreuse Bernard L. Madoff Investment Securities LLC y ont perdu des milliards de dollars, dans l'affaire dite du « scandale Bernard Madoff ». La fraude à grande échelle basée sur le stratagème du système de Ponzi a été mise en place et entretenue par Bernard Madoff et ses complices.  Les investisseurs étaient des banques, des fonds de placements, des fonds offshore et des personnes privées.

## Origine des listes
Le montant manquant dans les comptes des clients (dont plus des deux tiers étaient des gains fabriqués), s'élevait à près de 65 milliards de dollars. 
Le syndic nommé par le tribunal américain chargé du dossier a estimé les pertes réelles pour les investisseurs à 18 milliards de dollars ; seule une partie de cet argent leur a été restituée.
La liste complète des clients floués, déposée au tribunal américain des faillites (U.S. Bankruptcy Court) de Manhattan s'étend sur 162 pages (sans les montant d'investissement) ; elle a été rendue publique le 4 février 2009,,. 
Certains clients ont profité du système alors que des milliers d'investisseurs individuels de Fairfield Greenwich, J. Ezra Merkin's Ascot Partners et de Chais Investments ont été floués et ne figurent pas dans la liste.
Plusieurs journaux et services de presse, dont notamment Bloomberg News, The New York Times et The Wall Street Journal ont compilé les listes d'investisseurs au cours des premiers mois du scandale, en cherchant notamment à évaluer les gains ou pertes de manière approximative. 
Ces listes peuvent cependant inclure des double-comptabilisation ; par exemple : ils peuvent compter les investissements de fonds nourriciers dans Madoff Securities, ainsi que des investissements effectués dans ces fonds nourriciers.

## Liste
| Clients/investisseurs de B.Madoff                                                       | Type d'investisseur | Somme possiblement exposée | source(s)                                |
| --------------------------------------------------------------------------------------- | --- | -------------------------- | ---------------------------------------- |
| Fairfield Sentry (Fairfield Greenwich Group)                                            | Firme d'investissement basée aux USA ; feeder fund de Madoff                                                                      | $7 500 000 000,00          | firm statement/Wall Street Journal (WSJ) |
| Santander                                                                               | Banque espagnole | $3 500 000 000,00          | El País                                  |
| Kingate Management                                                                      | hedge fund basé aux Bermudes (Paradis fiscal) ; feeder fund de Madoff                                                             | $3 500 000 000,00          | Bloomberg                                |
| Rye Investment Management (Tremont Group)                                               | hedge fund américain ; feeder fund de Madoff                                                                                      | $3 100 000 000,00          | WSJ                                      |
| Bank Medici of Austria                                                                  | Banque autrichienne | $2 800 000 000,00          | Bloomberg                                |
| Ascot Partners                                                                          | hedge fund américain ; feeder fund de Madoff                                                                                      | $1 800 000 000,00          | WSJ                                      |
| Access International Advisors                                                           | hedge fund américain ; feeder fund de Madoff                                                                                      | $1 400 000 000,00          | Bloomberg                                |
| Fortis Bank Nederland                                                                   | Banque néerlandaise | $1 350 000 000,00          | firm statement/WSJ                       |
| Thema Fund                                                                              | hedge fund irlandais ; feeder fund de Madoff                                                                                      | $1 100 000 000,00          | media reports                            |
| HSBC                                                                                    | Banque anglaise | $1 000 000 000,00          | firm statement/WSJ                       |
| Genevalor Benbassat & Cie                                                               | Banque suisse ; feeder fund de Madoff                                                                                             | $935 000 000,00            | Le Temps                                 |
| Aurelia Finance                                                                         | Banque suisse ; feeder fund de Madoff                                                                                             | $800 000 000,00            | Le Temps                                 |
| Union bancaire privée                                                                   | Banque suisse | $700 000 000,00            | WSJ                                      |
| Natixis                                                                                 | Banque française | $600 000 000,00            | Bloomberg                                |
| Royal Bank of Scotland                                                                  | Banque anglaise | $600 000 000,00            | published reports                        |
| Sterling Equities                                                                       | Société d'investissement | $500 000 000,00            | New York Post                            |
| BNP Paribas                                                                             | Banque française | $475 300 000,00            | Bloomberg                                |
| BBVA                                                                                    | Banque espagnole | $404 000 000,00            | Reuters                                  |
| Fix Asset Management                                                                    | US alternatives firm | $400 000 000,00            | firm statement                           |
| Ruth and Carl J. Shapiro                                                                | Individus américains | $400 000 000,00            | WSJ                                      |
| RMF (Man Group)                                                                         | hedge fund anglais | $360 millions              | firm statement/WSJ                       |
| Nomura                                                                                  | Japanese broker | $358,9 millions            | WSJ                                      |
| Reichmuth Matterhorn                                                                    | Banque privée suisse | $330 millions              | Bloomberg                                |
| Normal Holdings                                                                         | | $302 millions              | StreetInsider.com                        |
| Pioneer Alternative Investments                                                         | Irish alternatives firm | $280 millions              | Bloomberg                                |
| Maxam Capital Management                                                                | hedge fund américain ; feeder fund de Madoff                                                                                      | $280 millions              | WSJ                                      |
| J.P. Jeanneret Associates                                                               | investment adviser | $250 millions              | The Post Standard (www.syracuse.com)     |
| EIM Group                                                                               | European bank | $230 millions              | Le Temps/WSJ                             |
| Ira Rennert                                                                             | Individu américain | $200 millions              | FINalternatives                          |
| Bank Austria                                                                            | Banque autrichienne | $192,1 millions            | Der Standard                             |
| Tremont Capital Management (Tremont Group)                                              | fond américain de hedge funds (fond nourricier)                                                                                   | $190 millions              | firm statement                           |
| M&B Capital Advisers                                                                    | Gestionnaire financier espagnol                                                                                                   | $187,9 millions            | El Mundo                                 |
| Jerome Fisher (Nine West founder)                                                       | individu | $150 millions              | media reports                            |
| Carl and Ruth Shapiro Family Foundation                                                 | Fonds caritatif | $145 millions              | Boston Globe                             |
| Université Yeshiva                                                                      | US Jewish university endowment | $140 millions              | Bloomberg                                |
| Aozora Bank                                                                             | Banque japonaise | $137 millions              | WSJ                                      |
| AXA                                                                                     | Assureur français | moins de $135 millions     | Reuters                                  |
| Crédit mutuel                                                                           | Banque française | $124 millions              | Bloomberg                                |
| Dexia                                                                                   | Banque franco-belge | $106,9 millions            | firm statement                           |
| Unicredit                                                                               | Société financière italienne | $100 millions              | Bloomberg                                |
| Hadassah                                                                                | Fonds caritatif | $90 millions               | WSJ                                      |
| Unione di Banche Italiane                                                               | Banque italienne | $84,9 millions             | Bloomberg                                |
| Nordea                                                                                  | Banque suédoise | $65 millions               | Reuters                                  |
| Hyposwiss Private Bank Genève                                                           | Banque suisse privée | $50 millions               | Reuters/WSJ                              |
| Korea Life Insurance Co.                                                                | Assureur coréen | $50 millions               | Yonhap News                              |
| Banque Benedict Hentsch                                                                 | Banque suisse privée | $47,5 millions             | firm statement                           |
| Royal Dutch Shell                                                                       | Fonds de pension anglo-allemand                                                                                                   | $45 millions               | Reuters                                  |
| Great Eastern Holdings                                                                  | Banque singapourienne | $43,9 millions             | Reuters                                  |
| Town of Fairfield                                                                       | Fonds de pension américain | $42 millions               | WSJ                                      |
| Banque royale du Canada                                                                 | Banque canadienne | $40,4 millions             | Globe and Mail                           |
| Wolosoff Foundation                                                                     | Fonds caritatif | $38 millions               | FINalternatives                          |
| Bramdean Asset Management                                                               | asset manager (Gestion d'actifs)                                                                                                  | $31,2 millions             | WSJ                                      |
| Famille de Sarah Chew                                                                   | Famille | $30 millions               | Time                                     |
| Mortimer B. Zuckerman Charitable Remainder Trust (New York Daily News owner's charity)  | Fonds caritatif américain | $30 millions               | CNBC                                     |
| Arthur I. and Sydelle F. Meyer Charitable Foundation                                    | Fonds caritatif | $29,2 millions             | Palm Beach Post                          |
| Sumitomo Life Insurance Co.                                                             | Assureur japonais | $22 millions               | WSJ                                      |
| Madoff Family Foundation                                                                | Fonds caritatif de la famille Madoff                                                                                              | $19 millions               | WSJ                                      |
| Los Angeles Jewish Community Foundation                                                 | Fonds caritatif | $18 millions               | WSJ                                      |
| Foundation for Humanity (Fonds Elie Wiesel, caritatif)                                  | Fonds caritatif | $15,2 millions             | WSJ                                      |
| America-Israel Cultural Foundation                                                      | Fonds caritatif israélo-américain                                                                                                 | $15 millions               | New York Times                           |
| KSM Capital Advisors                                                                    | Société d'investissement | $15 millions               | Indianapolis Business Journal            |
| The Phoenix Holdings                                                                    | Holding israélienne de services financiers                                                                                        | $15 millions               | firm statement                           |
| Harel Insurance Investments and Financial Services                                      | Assureur israélien | $14,2 millions             | WSJ                                      |
| Alicia Koplowitz                                                                        | individu | $13.7 millions             | Europa Press                             |
| Groupama                                                                                | Assureur français | $13,6 millions             | firm statement                           |
| Société générale                                                                        | Banque française | moins de $13,5 millions    | Reuters                                  |
| Bâloise                                                                                 | Assureur suisse | $13 millions               | WSJ                                      |
| Lautenberg Family Foundation                                                            | Fonds caritatif | $12,8 millions             | media reports                            |
| Crédit agricole                                                                         | Banque française | moins de $12,32 millions   | WSJ                                      |
| KAS Bank                                                                                | Banque | $12,3 millions             | firm statement                           |
| Marion et Elie Wiesel                                                                   | américains individuels | $12 millions               | WSJ                                      |
| Massachusetts Pension Reserves Investment Management                                    | Fonds de pension américain | $12 millions               | Reuters                                  |
| Mitsubishi UFJ Financial Group                                                          | Institution financière japonaise                                                                                                  | $11 millions               | Bloomberg                                |
| Richard Spring                                                                          | individu | $11 millions               | WSJ                                      |
| Hampshire County Council                                                                | Fonds de pension | $10,7 millions             | IPE                                      |
| PWA Asset Holding Joint Trust                                                           | individu américain | $10,5 millions             | WSJ                                      |
| Richard Roth                                                                            | individu | $10 millions               | FINalternatives                          |
| United Jewish Endowment Fund                                                            | Fonds caritatif juif | moins de $10 millions      | JTA                                      |
| Banco Popolare                                                                          | Banque italienne | $9,86 millions             | WSJ                                      |
| Korea Teachers Pension                                                                  | Fonds de pension coréen | $9,1 millions              | WSJ                                      |
| Robert I. Lappin Charitable Foundation                                                  | Fonds caritatif | $8 millions                | Washington Post                          |
| Michael Roth                                                                            | individu | $7,5 millions              | FINalternatives                          |
| Chais Family Foundation                                                                 | Fonds caritatif (fondation familiale)                                                                                             | $7 millions                | WSJ                                      |
| Jewish Federation of Greater Los Angeles                                                | Fonds caritatif | $6,4 millions              | media reports                            |
| Technion-Israel Institute of Technology                                                 | Université israélienne | $6,4 millions              | Globes                                   |
| Vincent Tchenguiz                                                                       | individu anglais | $6,3 millions              | FINalternatives                          |
| The Ramaz School                                                                        | école | $6 millions                | WSJ                                      |
| Irwin Kellner (named plaintiff on first lawsuit against Madoff)                         | individu | $6 millions                | lawsuit                                  |
| Julian J. Levitt Foundation                                                             | Fondation caritative | $6 millions                | WSJ                                      |
| North Shore-Long Island Jewish Health System                                            | Fonds de pension américain | $5,7 millions              | WSJ                                      |
| Stony Brook University Foundation                                                       | US university endowment | $5,4 millions              | Bloomberg                                |
| David Berger                                                                            | individu | $5 millions                | FINalternatives                          |
| Maimonides School (Boston)                                                              | école | $5 millions                | Bloomberg                                |
| Neue Privat Bank                                                                        | Banque suisse | $5 millions                | WSJ                                      |
| Congregation Kehilath Jeshurun (New York)                                               | synagogue | $3,5 millions              | WSJ                                      |
| Dorset County Pension Fund                                                              | Fonds de pension anglais | $3,5 millions              | LocalGov.co.uk                           |
| Almus Real Estate Investment's                                                          | individu | $3,4 millions              | firm statement                           |
| Clal Insurance                                                                          | Assureur israélien | $3,1 millions              | WSJ                                      |
| New York Law School                                                                     | école | $3 millions                | lawsuit                                  |
| Roger Peskin                                                                            | individu | $3 millions                | AP                                       |
| Swiss Reinsurance Co.                                                                   | Fonds de réassurance (suisse) | $3 millions                | WSJ                                      |
| Frank Black                                                                             | investor | moins de $3 millions       | lawsuit                                  |
| Global Specialised Opportunities 1                                                      | Fonds basé aux Bermudes (paradis fiscal)                                                                                          | $2,8 millions              | fund statement                           |
| Banca March                                                                             | Banque espagnole | $2,5 millions              | Cinco Días                               |
| American Friends of Yad Sarah                                                           | Fonds caritatif | $1,5 million               | WSJ                                      |
| Caisse des dépôts et consignations                                                      | Banque française | $1,38 million              | Bloomberg                                |
| Robert et Sarah Chew                                                                    | individus | $1,2 million               | Time                                     |
| SAR Academy (New York)                                                                  | école américaine | $1,2 million               | Bloomberg News                           |
| Harold Roitenberg                                                                       | individus américains | $1 million                 | Minneapolis Star-Tribune                 |
| Ira Roth                                                                                | individus américains | $1 million                 | WSJ                                      |
| Arnold et Joan Sinkin                                                                   | individus | $1 million                 | The Guardian                             |
| Steven Abbott                                                                           | Individus | moins de $1 million        | WSJ                                      |
| Allegretto Fund                                                                         | Hedge fund | $790 000                   | firm statement                           |
| Mediobanca                                                                              | Banque italienne | $671 000                   | WSJ                                      |
| Stanford Financial Group                                                                | Société internationale de services financiers, qui a elle-même construit et géré un système de Ponzi différent de celui de Madoff | $600 000 (£400 000)        | The Times                                |
| Allianz Global Investors                                                                | Firme d'investissement allemande                                                                                                  | n/a                        | Citywire                                 |
| Austin Capital Management                                                               | Fonds nourricier de hedge funds                                                                                                   | n/a                        | Reuters                                  |
| AWD                                                                                     | financial services provider | n/a                        | Citywire                                 |
| Kevin Bacon et Kyra Sedgwick (acteurs)                                                  | acteurs américains | n/a                        | New York magazine                        |
| Banesto                                                                                 | Banque espagnole | n/a                        | Reuters                                  |
| Ed Blumenfeld (Long Island real estate developer)                                       | individus américains | n/a                        | Long Island Business News                |
| Norman Braman (former Philadelphia Eagles' owner)                                       | individus américains | n/a                        | Wall Street Journal                      |
| Chair Family Foundation                                                                 | Fonds caritatif américain | n/a                        | FINalternatives                          |
| Engelbardt Family                                                                       | Fonds familial | n/a                        | Variety                                  |
| Erste Bank                                                                              | Banque autrichienne | n/a                        | Der Standard                             |
| Fair Food Foundation                                                                    | Fonds caritatif américain | n/a                        | Crain's Detroit Business                 |
| Leonard Feinstein (Bed Bath & Beyond co-founder)                                        | individu américain | n/a                        | Newark Star-Ledger                       |
| Stephen Fine                                                                            | individu américain | n/a                        | Reuters                                  |
| Barbara Flood                                                                           | individu américain | n/a                        | National Public Radio                    |
| Avram et Carol Goldberg (Stop n Shop founders)                                          | individus américains | n/a                        | Reuters                                  |
| Joyce Z. Greenberg                                                                      | individu | n/a                        | Houston Chronicle                        |
| Bank Gutmann AG                                                                         | Banque autrichienne | n/a                        | Citywire                                 |
| members of the Hillcrest Country Club (Saint Paul, Minnesota)                           | club américain | n/a                        | Star-Tribune                             |
| INTAC Global Preservation Hedge Portfolio (via Rye Investment Management)               | Fonds nourricier de hedge funds                                                                                                   | n/a                        | fund documents                           |
| JEHT Foundation                                                                         | Fonds caritatif américain | n/a                        | statement                                |
| Henry Kaufman (former chief economist at Salomon Brothers)                              | individu américain | n/a                        | WSJ                                      |
| KBC Bank                                                                                | Banque belge | n/a                        | firm statement                           |
| Sandy Koufax                                                                            | individu américain | n/a                        | Associated Press                         |
| Knowsley MBC                                                                            | Fonds de pension du secteur public anglais                                                                                        | n/a                        | LocalGov.co.uk                           |
| Rodger Krouse (co-founder of private equity firm Sun Capital Partners)                  | individus américains | n/a                        | New York Times                           |
| Last Atlantis Capital Management                                                        | Fonds nourricier de hedge funds                                                                                                   | n/a                        | fund documents                           |
| Kenneth and Jeanne Levy-Church (donors to Fair Food and JEHT foundations)               | individus | n/a                        | Jewish Journal                           |
| Leonard Litwin                                                                          | individu américain | n/a                        | Bloomberg                                |
| Liverpool City Council                                                                  | Fonds de pension anglais | n/a                        | LocalGov.co.uk                           |
| LLBW                                                                                    | Banque allemande | n/a                        | Citywire                                 |
| Loebe family                                                                            | Fonds familial | n/a                        | CNBC                                     |
| Mirabaud                                                                                | Banque | n/a                        | Le Temps                                 |
| The Moriah Fund                                                                         | Fonds caritatif | n/a                        | FINalternatives                          |
| MorseLife                                                                               | Fonds caritatif | n/a                        | Palm Beach Post                          |
| Notz, Stucki & Cie                                                                      | banque suisse | n/a                        | Le Temps                                 |
| Members of the Oak Ridge Country Club (Hopkins, MN)                                     | individus américains | n/a                        | Star-Tribune                             |
| Optimal Investment Services (Grupo Santander)                                           | alternatives firm | n/a                        | Bloomberg                                |
| Palm Beach Country Club                                                                 | country club américain | n/a                        | CNBC                                     |
| Eric Roth (screenwriter)                                                                | individus américains | n/a                        | Los Angeles Times                        |
| St. Helens MBC                                                                          | Fonds de pension anglais | n/a                        | LocalGov.co.uk                           |
| Sefton MBC                                                                              | Fonds de pension anglais | n/a                        | LocalGov.co.uk                           |
| SNS Reaal Groep                                                                         | Société de services financiers | n/a                        | Bloomberg                                |
| family of former New York Gov. Eliot Spitzer                                            | individus américains | n/a                        | Clusterstock.com                         |
| Symphony Fund (via Pioneer Alternative Investments)                                     | Fonds nourricier de Hedge funds                                                                                                   | n/a                        | fund documents                           |
| Jeff Tucker (Stone Bridge horse farm owner, Fairfield Greenwich Group founding partner) | individus américains | n/a                        | WNYT television                          |
| Thyssen family                                                                          | Fonds familial | n/a                        | Clusterstock.com                         |
| UBS                                                                                     | Banque suisse | n/a                        | Reuters                                  |
| Lawrence Velvel (Dean Emeritus, Massachusetts Law School)                               | individus américains | n/a                        | WSJ                                      |
| Famille Wilpon (propriétaire des Mets de New York)                                      | Fonds familial | n/a                        | WSJ                                      |
| Wunderkinder Foundation (Steven Spielberg's charity)                                    | Fonds caritatif | n/a                        | WSJ                                      |
| Shusaku Arakawa et Madeline Gins (en)                                                   | couple d'Américains | n/a                        | WSJ                                      |